# Kvännsjön
Kvännsjön är en sjö i Umeå kommun i Västerbotten och ingår i Tavelåns huvudavrinningsområde.